# Stanley Rous
Sir Stanley Rous (25. dubna 1895 Watford - 18. července 1986 Londýn) byl anglický fotbalový rozhodčí a funkcionář.
Mezi léty 1961 až 1974 působil jako prezident FIFA. V této funkci se v květnu 1973 zúčastnil v severočeských Teplicích otevření nového fotbalového stadionu Na Stínadlech.